# Toyen
Marie Čermínová (21 de setembro de 1902 - 9 de novembro de 1980), mais conhecido como Toyen, foi uma artista tcheco surrealista.